# Задорин, Олег Николаевич
Задорин Олег Николаевич ( род.15 июля,1963 ) — советский и российский актер, один из основателей театра на Юго-Западе, заслуженный артист РФ.

## Биография
Олег Задорин родился 15 июля 1963 года в Москве. После окончания средней школы в 1979 году поступил в Театральное художественно-техническое училище на курс Чертока А.А. по специальности «Театральная светотехника». После окончания ТХТУ в 1983 году поступил на актёрский факультет Щукинского училища.
В Театре на Юго-Западе работает с момента основания и вместе с народным артистом России Валерием Беляковичем является одним из создателей знаменитого коллектива. Играет все ведущие роли репертуара театра. С 2002 года преподаёт в ГИТИСе и Школе-студии МХАТ.

### Театр на Юго-Западе

#### Роли текущего репертуара
- «Дураки» — Слович Мясник
- «В ПОИСКАХ СОКРОВИЩ, или Невероятная история одного кораблекрушения» —  Пират
- «Баба Шанель» — Нина Андреевна
- «На дне» — Бубнов
- «Белоснежка и семь гномов» — Воскресенье
- «Ревизор» — Добчинский
- «Парашютист» — Сергеев
- «Собаки» — Хромой
- «Гамлет» — Корнелий, актер на сцене
- «Вальпургиева ночь» — Сережа Клейнмихель
- «Ромео и Джульетта» — Грегорио
- «Сон в летнюю ночь» — Рыло
- «Мастер и Маргарита» — Маленький санитар, Гость на балу
- «Даешь Шекспира!» — Бандит

#### Роли прошлых лет
- «Укрощение строптивой» — Винченцио, отец Люченцио
- «Сон в летнюю ночь» — Фавн
- «На дне» — Малыш
- «Макбет» — Ведьма
- «Дракон» — Первая голова дракона
- «Ревизор» (ред. 1999 г.) — Добчинский
- «Конкурс» —  Максим
- «Страсти по Мольеру» — Мадам Хапкинс, Слуга в доме
- «Священные чудовища» — Поль
- «Слуга двух господ — Участник ансамбля итало-испанских цыган
- «Птидепе» —  Влашек
- «Собаки» (1-я ред.) — Крошка Гордый
- «С днём рождения, Ванда Джун!» — Пол Райен
- «Школа любви» — Экскурсант
- Гамлет (1-я ред.) — Корнелий,II Актёр, Королева на сцене
- «Самозванец» — Дима Корешков
- «Штрихи к портрету» — Святой
- «Театр Аллы Пугачевой» —  Арлекин
- «Дракон» (2-я ред.) — Мальчик, Кот Машенька
- «Игроки» — Глов-младший
- «Старый дом» — Витя
- «Одуванчик» — Хорёк

## Награды
- Заслуженный артист России.